# Rejowinangun (Kotagede)
Rejowinangun is een plaats en bestuurslaag (kelurahan) in het onderdistrict (kecamatan) Kotagede  in de stadsgemeente Jogjakarta van de provincie Jogjakarta, Indonesië. Rejowinangun telt 11.485 inwoners bij de volkstelling in 2010 en 12.718 inwoners in 2019.
Rejowinangun ligt ten noorden van de desa's/kelurahan Prenggan en het oude centrum van Kotagede. In het noordwesten van Rejowinangun ligt de dierentuin Kebun Binatang Gembira Loka.

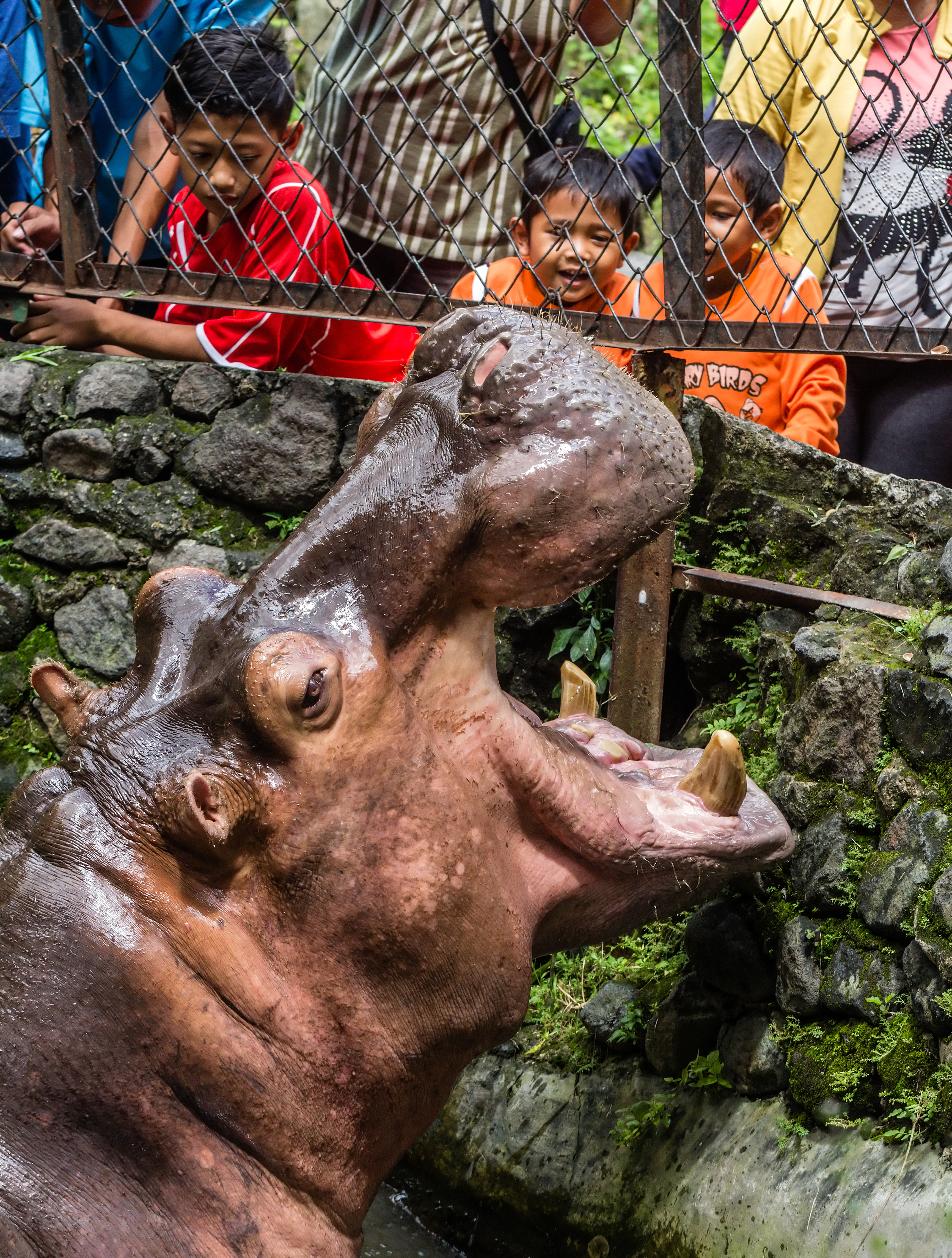
Een afrikaans nijlpaard in de dierentuim Gembira Loka, Yogyakarta